# Rottauensee
De Rottauensee is een stuwmeer op de Rott, gelegen op het grondgebied van de Beierse gemeente Postmünster. In volledig opgevulde toestand heeft het meer een capaciteit van 12,8 miljoen m³.
Het meer werd tussen 1968 en 1973 door de Vrijstaat Beieren aangelegd als retentiebekken, ter voorkoming van overstromingen. In 1954 was namelijk 7000 hectare landbouwgrond overstroomd toen de Rott uit haar oevers trad en verschillende gebouwen verwoestte. Tezamen met het stuwmeer werd een waterkrachtcentrale gebouwd met een capaciteit van 1,3 kilowatt per jaar. Het stuwwerk is 11 meter hoog en staatseigendom.
De Rottauensee doet dienst als recreatiedomein voor Postmünster en het nabijgelegen Pfarrkirchen: vooral des zomers kan mer er zeilen, surfen, hengelen en zwemmen, ofschoon het meer niet tot de officiële zwemwateren behoort. Rond de Rottauensee bevinden zich een tennis- en een minigolfterrein. Op de zuidelijke oever van het meer bevindt zich een aanlegsteiger voor zeilboten. Het gebruik van motorboten is niet toegelaten.
In totaal omvat het meer- en overstromingsgebied van de Rottauensee circa 300 hectare, waarvan 20 hectare biotoopgrond en 50 hectare weide. Op het meer zwemmen eenden, en het vormt tevens een thuishaven voor verschillende zeldzame dier- en plantensoorten.
In recente jaren lijdt de Rottauensee onder de wildgroei van algen, die in het bijzonder in de Rott welig gedijen. Grotendeels is dit het gevolg van de aanwezigheid van waterzuiveringsinstallaties in de bovenloop van de Rott.